# 二十六年式拳銃
二十六年式拳銃（にじゅうろくねんしきけんじゅう）は、1890年代初期に開発・採用された大日本帝国陸軍の拳銃。

## 開発
創設間もない日本軍で最初に制式とされたS&W No.3 回転式拳銃（初期の陸軍では、針打（センター・ファイア）式のS&W No.3および、蟹目打ち（ピン・ファイア）式の各拳銃を、銃身長や装弾数の違いにより一番形・二番形・三番形として分類し、各々制式としていた）は強力な弾薬を使用でき、壊れ難い頑丈な構造を有していたが、その重量・サイズの大きさやシングルアクション専用で片手での連射に難のあった点が欠点とされ、ダブルアクション機構を有する拳銃が待望されていた。
既に村田銃の国産化に成功していた陸軍は、1886年（明治19年）にフランス軍用MAS 1873拳銃を入手し、陸軍戸山学校において国産化研究を始めたが、明治維新以来の技術的な蓄積により模倣が比較的容易だったグラース銃とは異なり、日本とは桁違いに高いフランスの工業水準を背景に、より新しい技術で製造されていたMAS 1873拳銃の模倣は困難をきわめた。
MAS 1873拳銃は銃身と一体化したフレーム内に弾倉が固定されている構造だったため、中折れ式よりも頑丈（＝高圧の弾薬に耐え得る）だったが、中折れ式のS&W No.3に比べて排莢・再装填に時間がかかる点が嫌われ、中折れ式の継承を望んでいた騎兵科からの上申により、.38口径で中折れ式とD/A機構を兼備した“スミスウエソン五連発拳銃”（S&W .38 Double Action拳銃）の採用が、この時期に検討された記録も残されている。
また、MAS 1873拳銃は黒色火薬を用いた弾薬を使用していたが、同時期に欧州で製品化されたばかりの無煙火薬採用が追加して求められるなど、東京砲兵工廠での国産化計画は1893年に至っても具体的成果を挙げられないまま難航した。
国産化の試行開始から7年を経た1893年に至り、MAS 1873拳銃を模倣するプランは放棄され、世界中に多くの銃器を輸出して日本の銃器開発とも密接な関係のあった、ベルギー製“9 mm Belgian Nagant M1878”と、その弾薬である“9mmx22R”弾をモデルに、S&Wの中折れ式機構を足した独自設計の拳銃が急遽開発され、これが1893年（明治26年）に陸軍の新制式拳銃として採用された。

## メカニズム

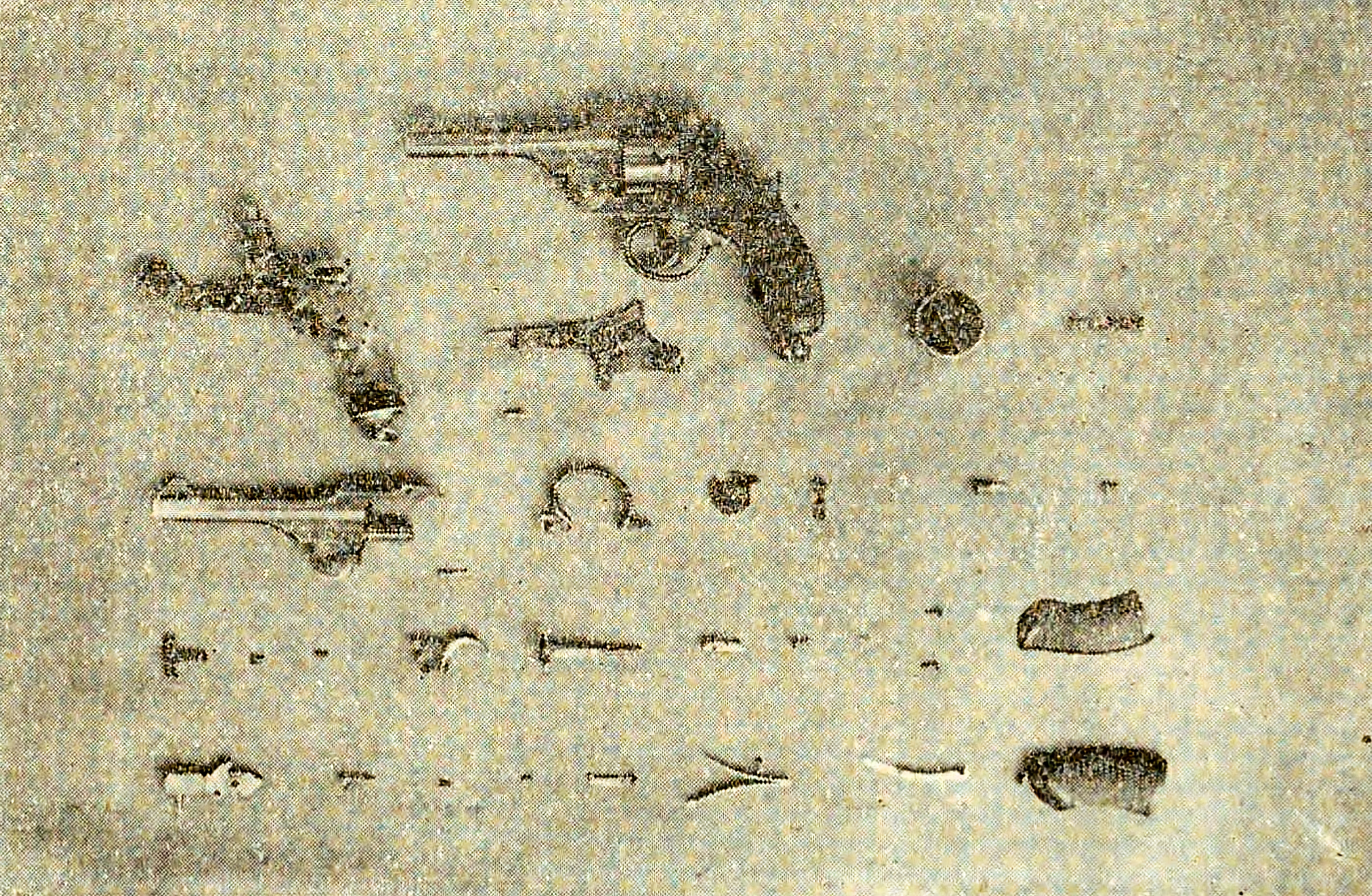
二十六年式拳銃と同拳銃の部品

二十六年式拳銃がモデルとしたNagant M1878は、サイド・プレート（機関部側面の蓋）を簡単に取り外す事ができる構造となっていたが、二十六年式拳銃はこれを継承・発展させて蝶番状にサイド・プレートを開いて、日常的なメンテナンスを簡単に実施できる構造となっていた。これは、フランスの Fagnus Maquaire リボルバー（1873年） と同じ構造、外観デザインをしている。
拳銃に狙撃能力は必要ないとの判断から、S/A機能および撃鉄の指かけ部が削除されてD/A
のみとされ、照準は固定式で製品によってバラつきがあった事が記録されている。
また、シリンダー（蓮根状の弾倉）が勝手に回転するのを防ぐ部品（シリンダー・ストップ）が付いておらず、引き金を絞るとその一部がせり上がってシリンダー・ノッチ（窪み）に嵌合して、撃発時のみシリンダーの動きを止める構造となっているのも二十六年式拳銃の特徴である。

## 銃身
二十六年式拳銃の銃身は、二十六年式拳銃実包の弾頭外径が9.10 mmであるのに対して、腔線（ライフリング）の深さを0.15 mmとして谷径を9.30 mmまで彫り、意図的にライフリング谷底の間隙から前方へガス漏れを発生させる構造とされた。
この手法は現代銃器のH&K VP70でも採用されており、二十六年式拳銃と同様に深彫りライフリングを用いて腔圧を下げる工夫が施されている。腔圧を下げた代償として初速が低下するため、特に二十六年式拳銃では端的な低威力の原因となっている。

## 弾薬
二十六年式拳銃用の専用弾薬である9mmx22R弾薬は、.38 S&Wに近いサイズの薬莢を用いていたが、その内部構造は現代式の無煙火薬を用いる弾薬とは若干異なっており、火薬と弾頭の間には2枚の厚紙で上下を挟まれた蝋板があり防湿と火薬蓋を兼ねているなど、旧来の弾薬から継承されたデザインで製造されていた。
同弾薬のエネルギー値は、当初の模倣対象だったフランス軍用MAS 1873拳銃に使用されていた11 mm Mle 1873弾薬に準じたエネルギー値となっていた。
弾頭が被甲されていないため、人体に命中すると変形する拡張弾頭（ダムダム弾、ソフトポイント弾）と認識される可能性があったが、束ねた新聞紙・杉板・砂に対して同弾を撃ち込んだ実験の際には、初速が非常に低いため弾頭の著しい拡張・変形現象は発生せず、ハーグ陸戦条約には抵触しない水準のものとして、そのままの形状で使用され続けた。

## 配備・運用

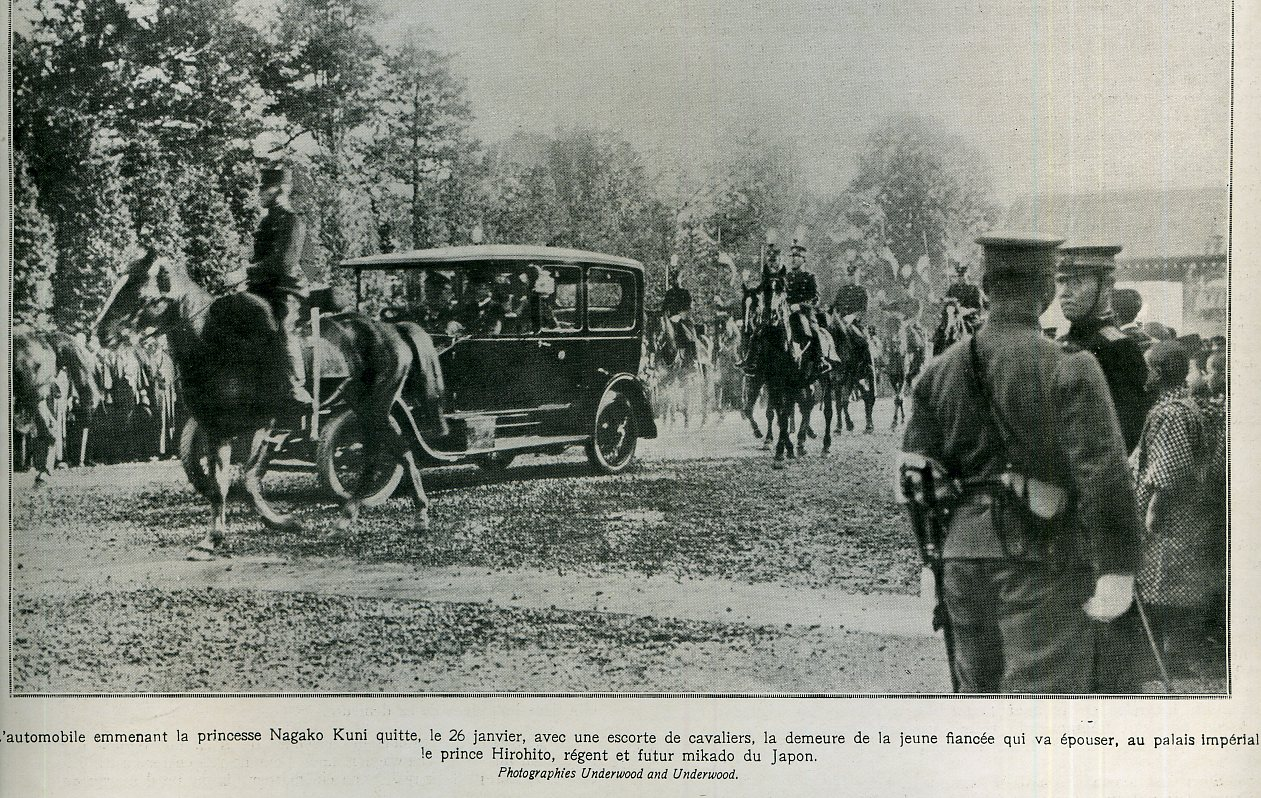
1924年（大正13年）、皇太子裕仁親王と良子女王の結婚の儀において、御料車の警護にあたる憲兵下士官ないし上等兵（右手前、後姿）。左腰の三十二年式軍刀とともに、右腰後には二十六年式拳銃（拳銃嚢）を装備している。

世界各国の軍用拳銃は、保守的なエンフィールド・リボルバー (No.2 Mk.I)に固執したイギリス軍を除き、第一次世界大戦から戦間期にかけて回転式拳銃から自動拳銃へ移行しはじめており、日本においても早くも日露戦争当時から陸軍内で南部式自動拳銃（南部式大型自動拳銃）が使用されていたが、当時の用兵では拳銃の用途は限定されたものであり、拳銃を主装備とした騎兵科の衰退とともに長年その更新が省みられる事はなく、回転式で故障も少ない二十六年式拳銃はそのまま使用され続けた。
南部式自動拳銃は中国やタイへ輸出されるなど一定の地位を築き、1924年（大正13年）には海軍に採用され、翌年には改良型が十四年式拳銃として十四年式拳銃実包ともども陸軍に採用されている。
二十六年式拳銃の生産は、十四年式拳銃より小型で安価な九四式拳銃が採用された1930年代後半に終了したと考えられているが、在庫の関係により少数が太平洋戦争の終結まで使用された。

## 運用国
- 日本
- 清[22][23][24][25]
- 大韓帝国[26][27]

## エピソード
- 二・二六事件で襲撃された鈴木貫太郎は、二十六年式拳銃で至近距離から3発も銃撃されながら死を免れたため、これをして同銃の低威力さへの例証とする意見もある[28]。
- 明治後期から二十六年式拳銃は一般に市販されており、銃が22円（現在の440,000円程度）、弾薬が100発3円（現在の60,000円程度）とかなり高価だった[要出典]。
- 全ての製造期間において美しい仕上げが施されていたため、戦後に進駐した米兵の間でも二十六年式拳銃は戦利品として人気があり、多数が残されているため価格も手頃である[要出典]。
- 東京の桑原鉄砲店からは本銃を参考に設計された桑原製軽便拳銃が発売されており、これを使用する将校もいた。
- 現代の米国ではType 26と呼ばれており、9mmx22R弾薬を自作して本銃の射撃を楽しんでいる人達も存在し、弾薬の入手・再現に苦労させられ、製作された当時の苦肉の策だった安全策のため高いパフォーマンスは得られないものの、比較的安全かつ楽しく射撃できるアンティーク的な指向の銃器として認識されている[注釈 19]。

## 登場作品

### 映画・テレビドラマ
『226』
帝国陸軍の反乱部隊に対し首相官邸および牧野伸顕が滞在していた、湯河原の伊藤屋旅館の別館「光風荘」にそれぞれ配置された警察官が使用。
『金田一少年の事件簿N (neo)』
『八甲田山』
青森第五連隊雪中行軍隊に随行して生還した山田少佐が、搬送先の病院で自らの胸を撃って自決する際に使用。

### 漫画・アニメ
『ゴールデンカムイ』
第100話において「（弾が）豚の鼻に当たってポトリと落ちた」という評判が語られている。
『こちら葛飾区亀有公園前派出所』
「ニュー中川!の巻」に登場。
『さよなら絶望先生』
『小林少年と不逞の怪人』
『端ノ向フ』
赤色匪賊が使用。
『ムサシ』

### ゲーム
『SIREN』
美浜奈保子が合石岳にて拾得し使用。 第二次世界大戦中に軍と羽生蛇村に繋がりがあったことから村に保管されていたとされる。使用弾薬が9 mm弾となっているほか、実銃と異なりスイングアウトして新しい弾薬を装填する。
『SIREN2』
屍人化した太田常雄を倒すと使用してくる。使用弾薬は前作同様9 mm弾。

『パワプロクンポケット7』
『メダル・オブ・オナー ライジングサン』
『Shadow Corridor 2 雨ノ四葩』
主人公である時雨がゲーム内のダンジョンである雨ノ四葩内でしばしば拾得し、敵（徘徊者）を足止めできる数少ない手段として活用する。長い間手入れされていなかったらしく、全体的に錆び付いている他、不発や発砲した途端に銃そのものが破損する事もある。シリンダーに弾薬が錆び付いて固着しているため、弾薬の交換は出来ず使い捨て。